# Ашвини (накшатра)
Ашвини́ (санскр. अश्विनी, IAST: aśvinī, там. அஸ்வினி) это первая накшатра лунного дома в индуистской астрологии, склонение от 0°-0'-0" до 13°-20', соответствует голове Овна, включает звезды β (Шератан) и γ (Месартим) звезды. Название ашвини введено индийским астрологом Варахамихира (VI век). Старое название астеризма, найдено в атхарваведе), а древнеиндийский лингвист Панини использовал термин «ашваюдж» (санскр. अव्यायज, IAST: aśvayúj, с санскр. — «запрягание лошадей»).

## Описание
Ашвини управляется кету, нисходящим лунным узлом. В элективной астрологии классифицируется как небольшое созвездие, которое имеет следующее значение: «выгодно начинать работу точного или деликатного характера, когда луна находится в Ашвини». Накшатра Ашвини управляется братьями Ашвинами, небесными близнецами, которые служили лекарями богов и покровителями аюрведийской медицины. Персонифицированная Ашвини считается женой Ашвини кумаров. Ашвини представлена либо головой лошади, либо мёдом и пчелиными ульями
Традиционные индийские имена определяются тем, в какой паде (четверти) накшатры Асцендент (Лагна) находился во время рождения. В случае с Ашвини данное имя будет начинаться со следующих слогов: Чу (санскр. चु), Че (санскр. चे), Чо (санскр. चो), Ла (санскр. ला)